# Erketínovskaia
Erketínovskaia (en rus: Эркетиновская) és un poble (una stanitsa) de l'óblast de Rostov, a Rússia, que en el cens del 2010 tenia 343 habitants, pertany al districte de Dubóvskoie.